# Alexandru Tudorie
Alexandru Tudorie (ur. 19 marca 1996 w Gałaczu) – rumuński piłkarz grający na pozycji napastnika w Wuhan Three Towns.

## Kariera piłkarska

### Oțelul Galați
Po 2 latach gry w młodzieżowej drużynie Oțelul Galați, Tudorie podpisał swój pierwszy profesjonalny kontrakt w 2012 roku, w wieku 16 lat. Po roku gry w drużynie rezerw, strzelając 6 goli w 10 meczach, Tudorie został powołany do pierwszej drużyny w 2013 roku. Rozegrał dla klubu 46 meczów i strzelił 6 goli. W 2014 roku wyjechał na testy do drużyny Borussii Mönchengladbach. Wcześniej Tudorie wzbudził także zainteresowanie Milanu, ale kluby nie mogły dojść do porozumienia.

### Arsienał Tuła
4 lipca 2019 roku podpisał długoterminowy kontrakt z rosyjskim klubem Premier League FC Arsenal Tuła.

### Sepsi OSK
3 stycznia 2022 roku podpisał 1,5-roczny kontrakt z Sepsi OSK.

### Al-Adalah
16 lipca 2023 roku Tudorie dołączył do saudyjskiego klubu Al-Adalah. 9 stycznia 2024 roku został zwolniony.

### UT Arad
Przed rundą wiosenną sezonu 2023/24 dołączył do rumuńskiego UT Arad.

## Sukcesy

### Steaua București
- Supercupa României: 2015
- Cupa Ligii: 2015–16

### Universitatea Craiova
- Cupa României: 2020–21

### Sepsi OSK
- Cupa României: 2021–22, 2022–23
- Supercupa României: 2022

### Indywidualne
- Piłkarz miesiąca Ligi I wg DigiSport : wrzesień 2017[5]